# Поморов, Сергей Борисович
Сергей Борисович Поморов (12 декабря 1955, Змеиногорск, Алтайский край — 18 мая 2025, Сочи, Краснодарский край) — советский и российский учёный, доктор архитектуры, профессор, советник РААСН.
Автор более 330 научных работ, в том числе 14 научных монографий и ряда учебных пособий.

## Биография
Родился 12 декабря 1955 года в городе Змеиногорске Алтайского края.
В 1964 году семья Поморовых переехала в город Рубцовск, где Сергей учился в общеобразовательной средней школе № 24, и с пятого класса посещал городскую студию изобразительного искусства. В 1973 году поступил в Новосибирский инженерно-строительный институт (ныне Новосибирский государственный архитектурно-строительный университет) на специальность «Архитектура», специализировался по кафедре «Градостроительство».
После окончания вуза, в 1978 году был распределён в Алтайский политехнический институт (АПИ, ныне Алтайский государственный технический университет), где на строительном факультете начал свой трудовой путь в должности ассистента кафедры строительных конструкций. С 19179 года обучался в аспирантуре МАРХИ, его научным руководителем был профессор Рожин Игорь Евгеньевич, народный архитектор СССР. В 1983 году в МАРХИ защитил кандидатскую диссертацию и продолжил работать в Алтайском политехническом институте.
С 1987 года — заведующий кафедрой архитектуры на строительно-технологическом АПИ, с 1995 года — руководитель отдела НИИ горного природопользования и урбанистики, с 1998 года — заместитель директора и с 2001 года — директор Алтайского государственного технического университета (АлтГТУ). С 2002 года, в связи с образованием факультета дизайна и архитектуры, одновременно работал в должности декана этого факультета.
В феврале 2005 года С. Б. Поморов защитил диссертацию на соискание ученой степени доктора архитектуры на тему «Второе жилище горожан компенсационного типа» и с марта 2005 года, в связи с преобразованием факультета в институт архитектуры и дизайна, стал директором Институт архитектуры и дизайна Алтайского государственного технического университета.
Область научных интересов Поморова: проблемы урбанистики и расселения, теория архитектуры и дизайна, рекреационная архитектура и архитектура жилища, методологические проблемы проектирования и научных исследований. Руководитель научной школы в АлтГТУ «Комплексные исследования по градостроительству, архитектуре, дизайну в Алтайском регионе (трансграничный Алтай)». Он являлся членом Союза архитекторов СССР с 1989 года и Союза дизайнеров России с 2002 года.
В 2022 году принимал участие в выборах в члены-корреспонденты РААСН по отделению архитектуры (по научному направлению (специальности) «Архитектурная наука и образование»).
Умер 18 мая 2025 года в возрасте 69 лет в Сочи, где он отдыхал вместе с женой. Похоронен на Черницком кладбище.

## Заслуги
- Отмечен нагрудным знаком Министерства образования РФ «За развитие научно-исследовательской работы студентов» (2001), Заслуженный работник высшей школы Российской Федерации (2006).
- Трижды лауреат премии Алтайского края в области науки и техники (2000, 2009, 2017) и лауреат премии Демидовского фонда.
- Награждён медалью Союза архитекторов России имени И. В. Жолтовского «За выдающийся вклад в архитектурное образование» (2014)[14] и Почётным знаком Союза дизайнеров России «За заслуги в развитии дизайна» (2016).